# Honsberg (Radevormwald)
Honsberg ist ein Ortsteil von Radevormwald im Oberbergischen Kreis im nordrhein-westfälischen Regierungsbezirk Köln in Deutschland.

## Lage
Honsberg liegt an der Wuppertalsperre, durch den Ort geht die Landesstraße 81, die von Heidersteg über Herbeck in die Wupperorte führt. Die Wanderwege X1 und A1 führen durch den Ort.

## Geschichte
1514 wurde der Ort das erste Mal urkundlich in „Kirchenrechnungen“ erwähnt. Die Schreibweise der Erstnennung war Hunsberge. Laut Literatur rührt der Name von „Berg eines Honnen“, eines germanischen Stammesführers. Bereits für 1747 wird von einem Lehrer auf Honsberg berichtet – ein eigenes Schulhaus hat es vermutlich damals jedoch noch nicht gegeben.
Honsberg ist aus den beiden historischen Ortskernen von Nieder- und Oberhonsberg entstanden. Die dazwischen liegende dreieckige Freifläche wurde erstmals im späten 19. Jahrhundert besiedelt. Regelrecht zusammengewachsen sind die Ortsteile erst in der Zeit nach 1945.
Das Haus Talsperrenweg 16, im ehemaligen Niederhonsberg gelegen, besitzt auf der Nordseite einen besonders fein gearbeiteten Fachwerkgiebel aus dem 18. Jahrhundert, der unter Baudenkmalschutz steht.
Im Haus Honsberger Straße 15 – dem heutige Landgasthof Honsberg – war ehemals einer der beiden Gemischtwarenläden des Ortes untergebracht.

## Einzelnachweise

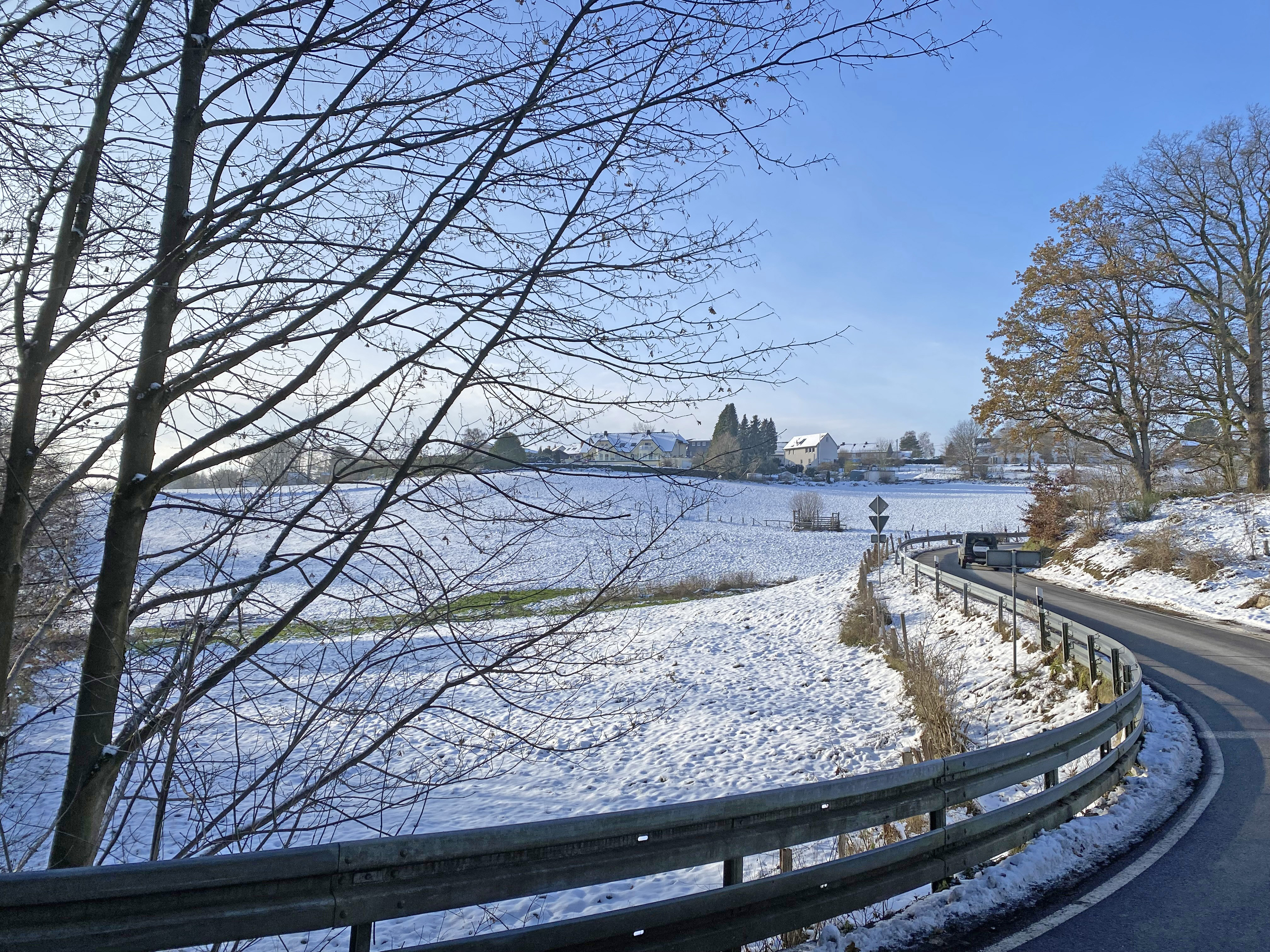
Honsberg an der L 81
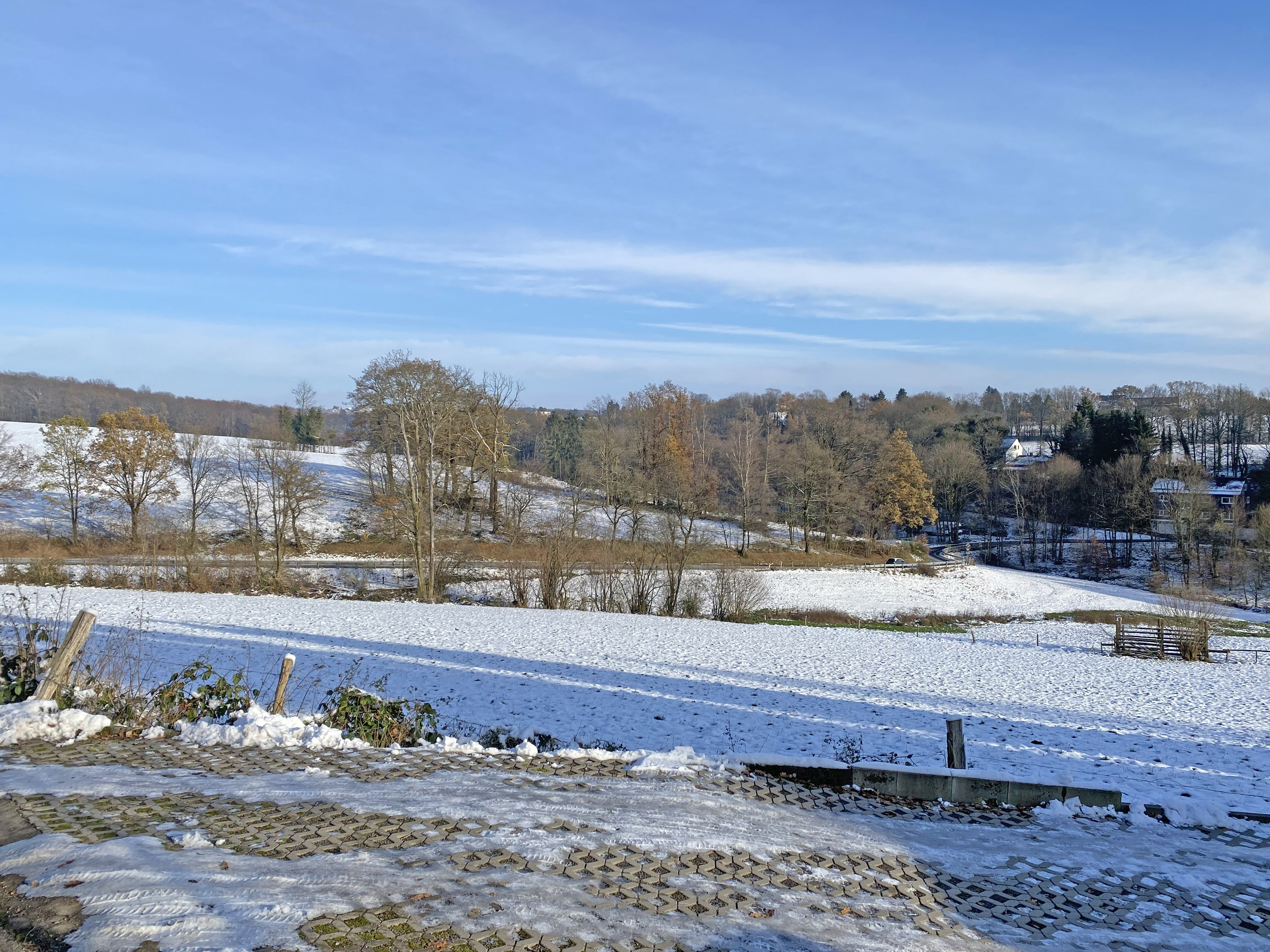
Blick von Honsberg auf L 81 u. Heidersteg
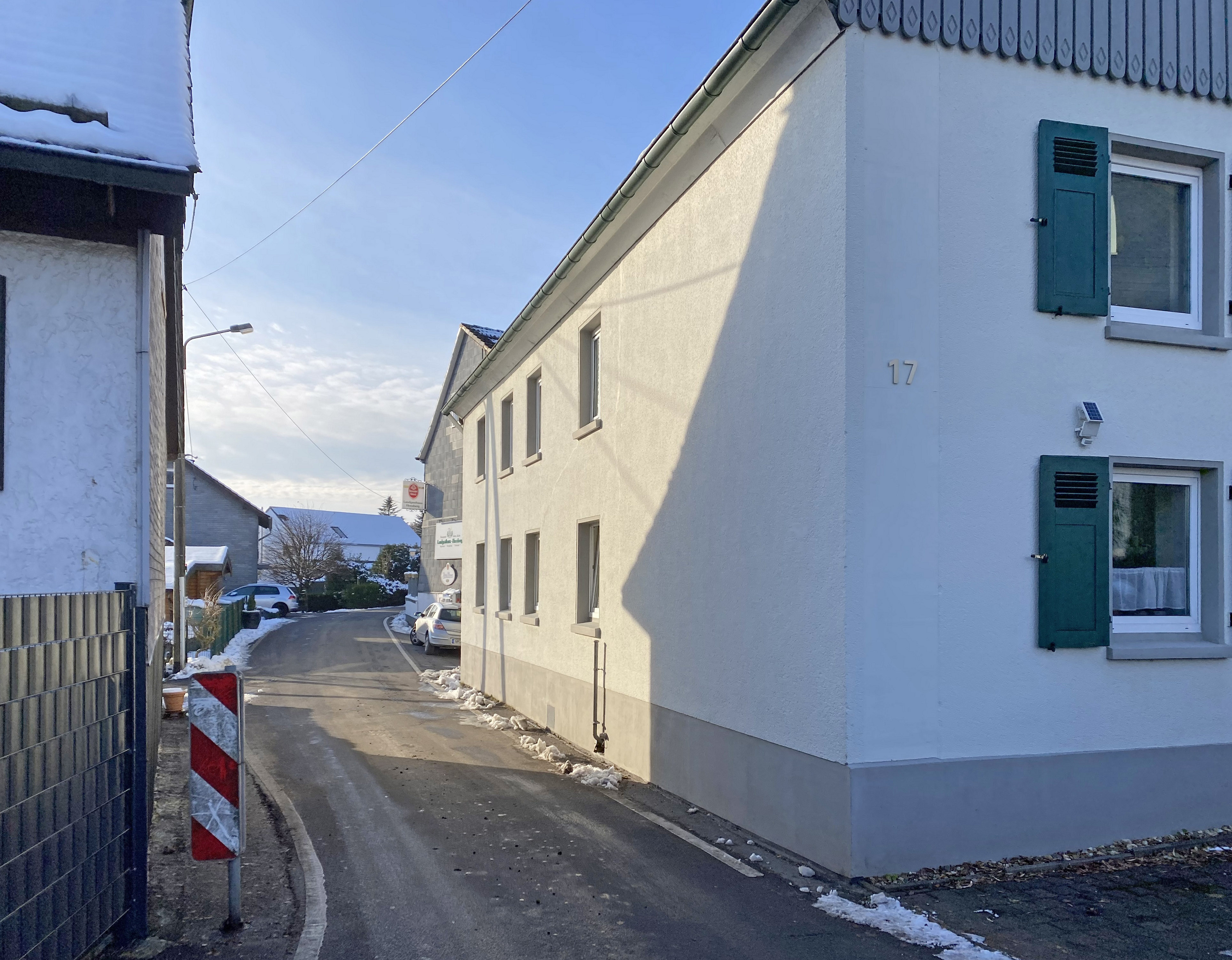
Enge Ortsdurchfahrt
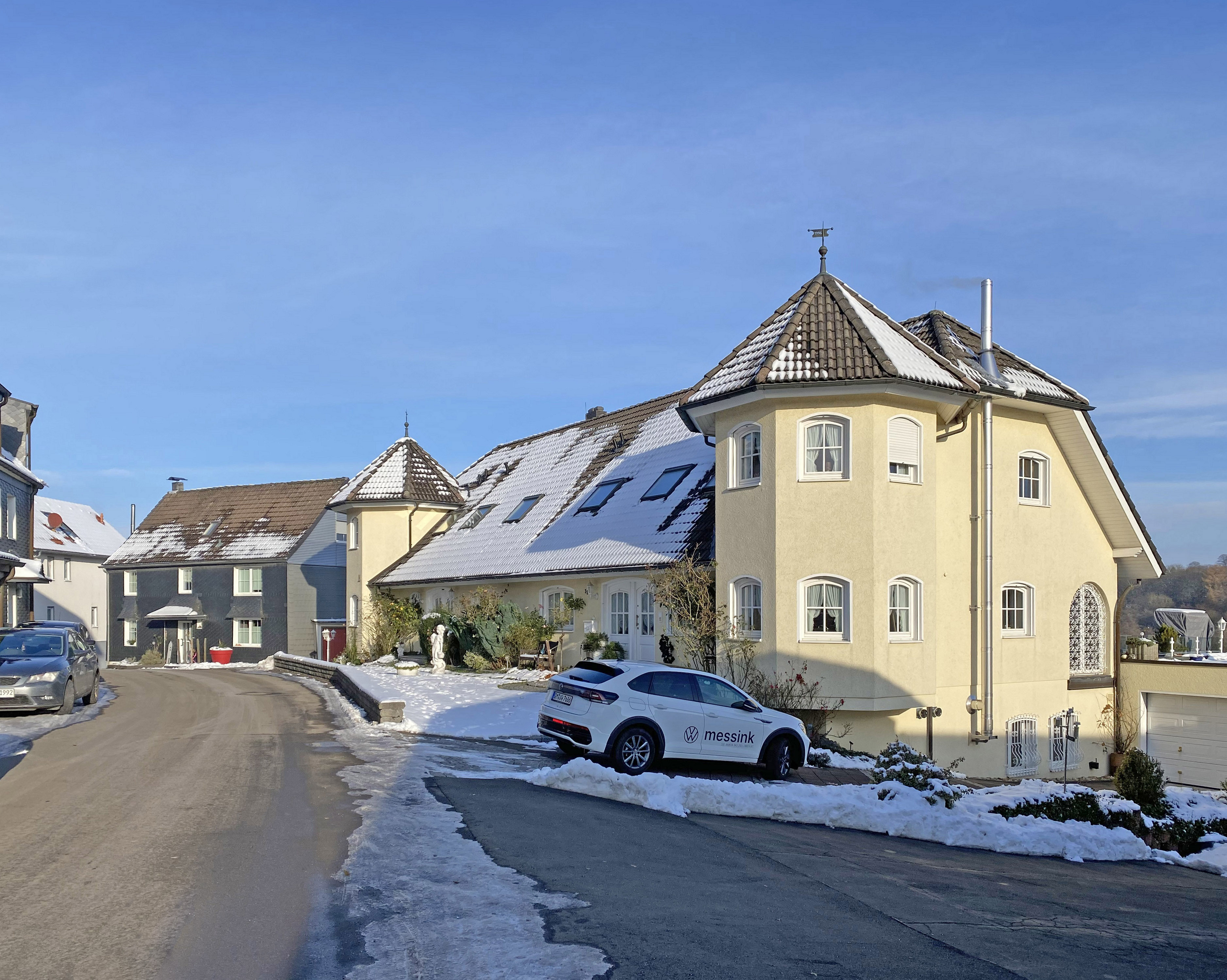
Bebauung an der Honsberger Straße
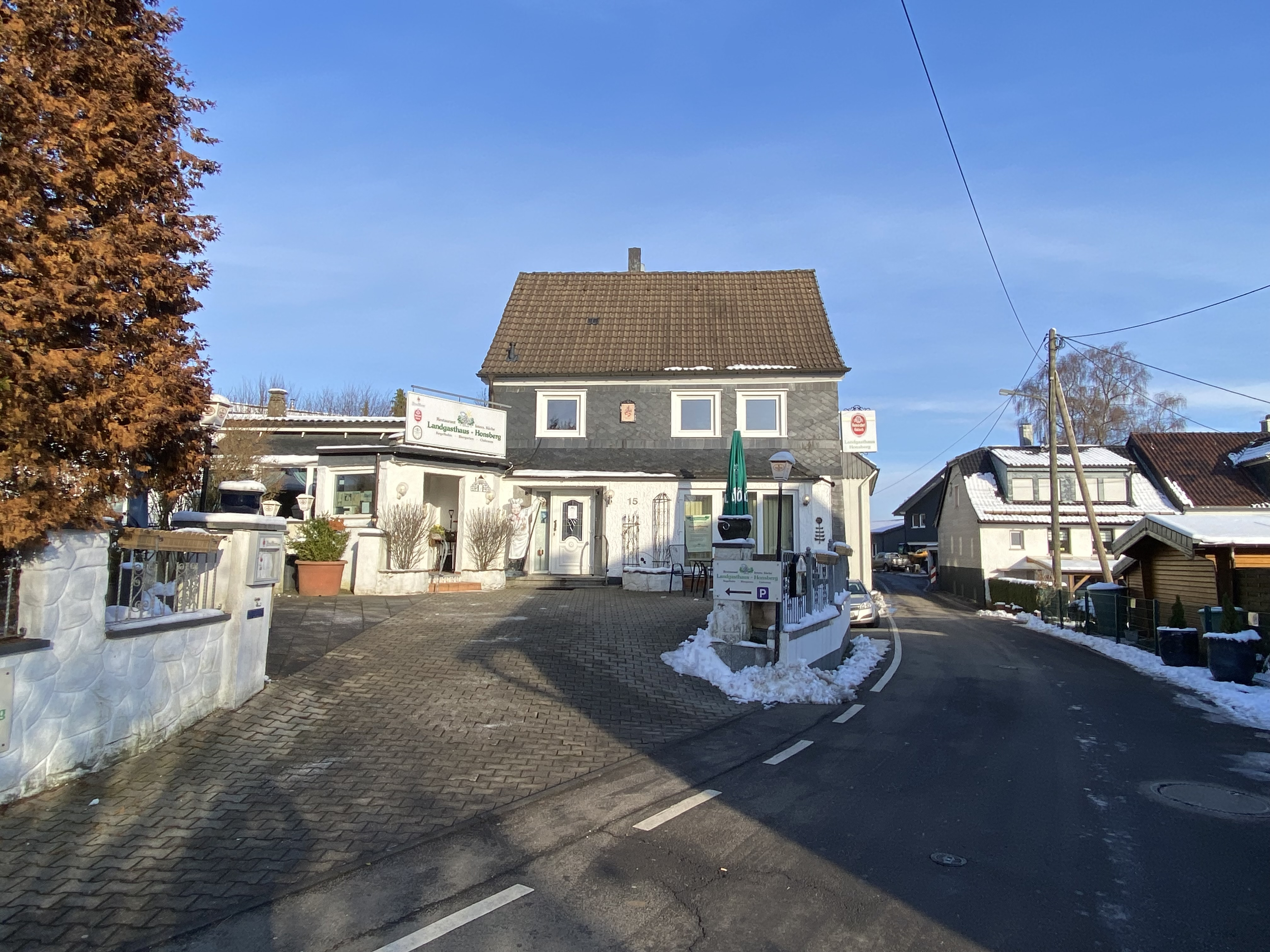
Landgasthof Honsberg
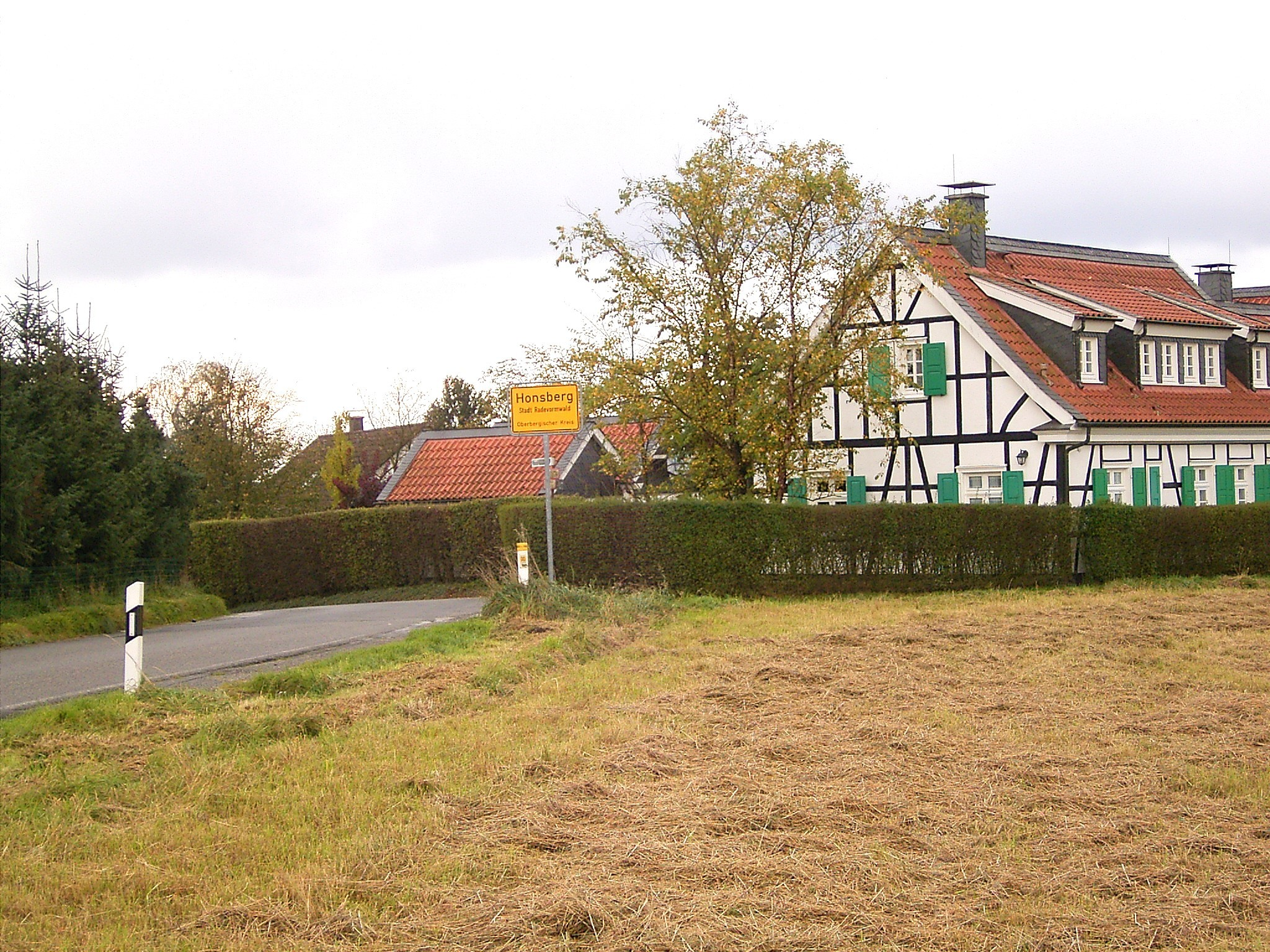
Fachwerkhaus Honsberger Straße 2/4